# Alberto Capilupi de' Grado
Alberto Capilupi de'Grado (Pomponesco, 30 maggio 1848 – Mantova, 30 gennaio 1905) è stato un ingegnere e politico italiano.

## Biografia

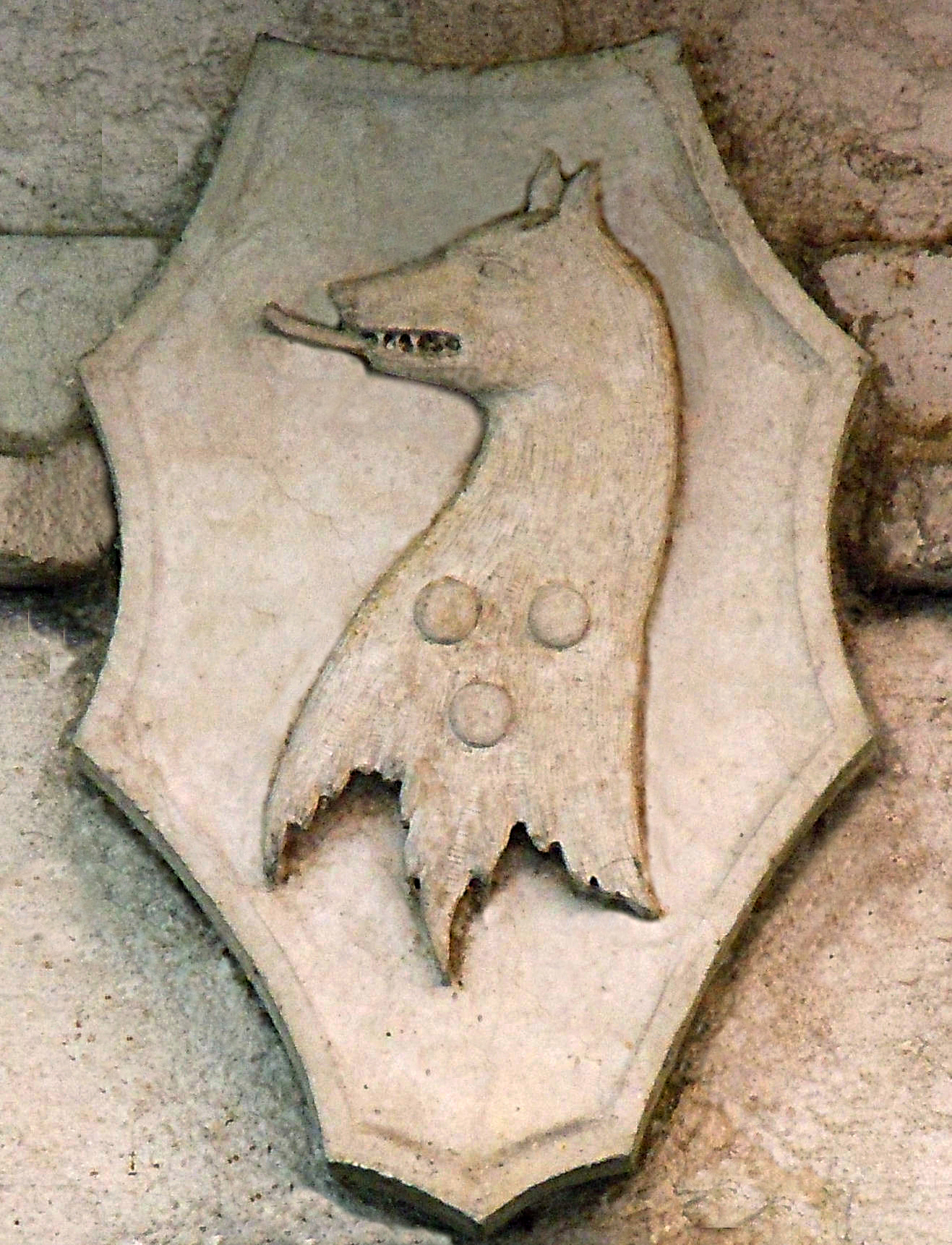
Mantova, stemma dei Capilupi

Il marchese Alberto Capilupi era discendente della nobile famiglia dei Capilupi.
Si occupò dei problemi idraulici della regione e  delle opere di bonifica dell'agro mantovano-reggiano di Moglia. 
Nel 1889 pubblicò Carta idrografica della provincia di Mantova, redatta dal marchese ingegnere Alberto Capilupi e disegnata da Marini Luigi. 
Iscritto al partito dei moderati fu consigliere comunale a Mantova e deputato al Parlamento italiano nella XVII e XIX Legislatura.

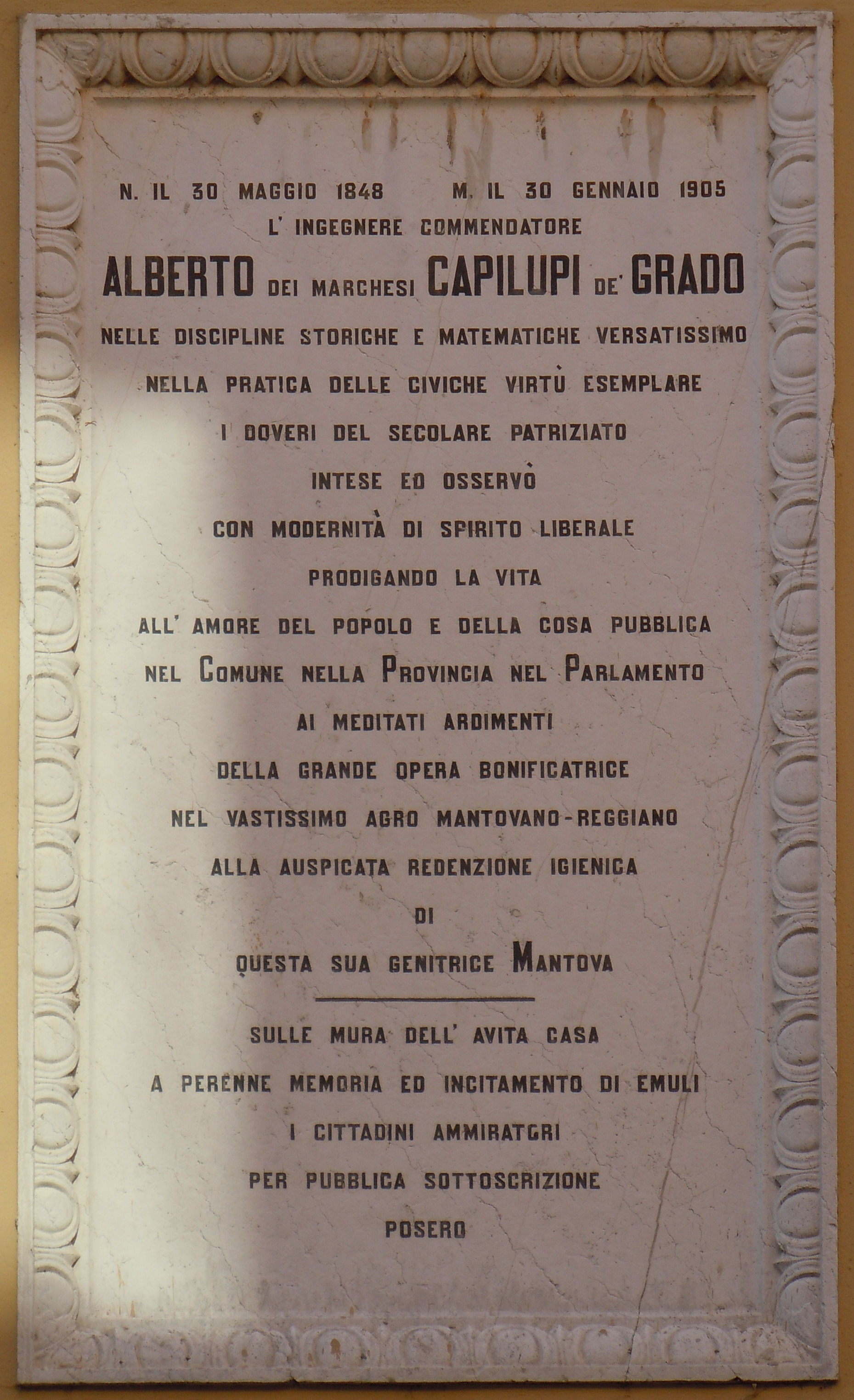
Mantova, lapide commemorativa posta sul palazzo di famiglia